# Exploding Plastic Inevitable

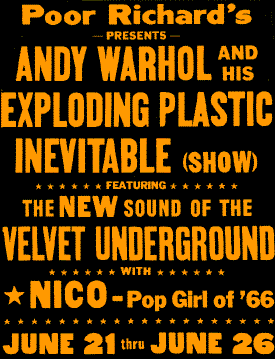
Il poster promozionale dell' Exploding Plastic Inevitable di Chicago, 21–26 giugno 1966.

L'Exploding Plastic Inevitable fu uno degli spettacoli d'arte più importanti e rappresentativi degli anni sessanta, un mix di Pop art, psichedelia e cultura underground, creato e presieduto dal noto artista Andy Warhol.

## Storia
Il suo esordio fu nel marzo del 1966 al Trip di Los Angeles, il locale di Elmer Valentine più alla moda in quel periodo; proiezioni di film underground (soprattutto dello stesso Andy Warhol), diapositive e luci stroboscopiche facevano da sfondo alle danze sessuali dei ballerini sadomaso vestiti in pelle e armati di frusta (tra cui Gerard Malanga), infuocati dal rock psichedelico dei Velvet Underground, che suonavano dal vivo insieme a Nico, e dalle droghe allucinogene come l'LSD. Andy tentò di coinvolgere anche Frank Zappa e la sua band (The Mothers of Invention), ma il cinico e geniale chitarrista rifiutò.
Allo spettacolo partecipò tutto il jet-set di tendenza di Hollywood e Los Angeles: Jim Morrison, Julie Christie, Dennis Hopper, Jack Nicholson, John, Michelle Phillips e molti altri.
L'Exploding Plastic Inevitable non ebbe però a Los Angeles lo stesso grande successo che avevano di solito gli show Warholiani a New York (dove era padrone di casa). Inoltre dopo pochi giorni dall'inizio il rituale fu interrotto per disturbo della quiete e circolazione di droga.